# ولچین
ولچین (به لاتین: Velečín) یک ناحیه در جمهوری چک است که در Plzeň-North District واقع شده‌است.

## خصوصیات
ولچین ۵٫۲۴ کیلومترمربع مساحت و ۵۷ نفر جمعیت دارد و ۴۳۸ متر بالاتر از سطح دریا واقع شده‌است.